# Chupe (calciatore)
Francisco Salvador Elá, meglio noto come Chupe (Mongomo, 9 maggio 1980), è un ex calciatore equatoguineano, di ruolo attaccante.

## Carriera

### Nazionale
Tra il 2003 e il 2015 ha giocato 5 partite con la nazionale equatoguineana.

## Statistiche

### Cronologia presenze e reti in nazionale
| Cronologia completa delle presenze e delle reti in nazionale ― Guinea Equatoriale | Cronologia completa delle presenze e delle reti in nazionale ― Guinea Equatoriale | Cronologia completa delle presenze e delle reti in nazionale ― Guinea Equatoriale | Cronologia completa delle presenze e delle reti in nazionale ― Guinea Equatoriale | Cronologia completa delle presenze e delle reti in nazionale ― Guinea Equatoriale | Cronologia completa delle presenze e delle reti in nazionale ― Guinea Equatoriale | Cronologia completa delle presenze e delle reti in nazionale ― Guinea Equatoriale | Cronologia completa delle presenze e delle reti in nazionale ― Guinea Equatoriale |
| Data                                                                              | Città                                                                             | In casa                                                                           | Risultato                                                                         | Ospiti                                                                            | Competizione                                                                      | Reti                                                                              | Note                                                                              |
| --------------------------------------------------------------------------------- | --------------------------------------------------------------------------------- | --------------------------------------------------------------------------------- | --------------------------------------------------------------------------------- | --------------------------------------------------------------------------------- | --------------------------------------------------------------------------------- | --------------------------------------------------------------------------------- | --------------------------------------------------------------------------------- |
| 11-10-2003                                                                        | Bata                                                                              | Guinea Equatoriale                                                                | 1 – 0                                                                             | Togo                                                                              | Qual. Mondiali 2006                                                               | -                                                                                 |                                                                                   |
| 16-11-2003                                                                        | Lomé                                                                              | Togo                                                                              | 2 – 0                                                                             | Guinea Equatoriale                                                                | Qual. Mondiali 2006                                                               | -                                                                                 |                                                                                   |
| 2-6-2007                                                                          | Kigali                                                                            | Ruanda                                                                            | 2 – 0                                                                             | Guinea Equatoriale                                                                | Qual. Coppa d'Africa 2008                                                         | -                                                                                 | 77’                                                                               |
| 17-6-2007                                                                         | Monrovia                                                                          | Liberia                                                                           | 0 – 0                                                                             | Guinea Equatoriale                                                                | Qual. Coppa d'Africa 2008                                                         | -                                                                                 | 75’                                                                               |
| 6-6-2015                                                                          | Andorra la Vella                                                                  | Andorra                                                                           | 0 – 1                                                                             | Guinea Equatoriale                                                                | Amichevole                                                                        | -                                                                                 | 46’                                                                               |
| Totale                                                                            |                                                                                   | Presenze                                                                          | 5                                                                                 |                                                                                   | Reti                                                                              | 0                                                                                 |                                                                                   |